# Sirens (canción de Cher Lloyd)
«Sirens» es una canción por la cantante y autora británica Cher Lloyd. Tuvo su premier el 14 de marzo de 2014. Es el segundo sencillo internacional de su segundo álbum de estudio, Sorry I'm Late (2014). El sencillo fue lanzado el 17 de marzo de 2014 junto con la posibilidad de pre-ordenar el álbum. "Sirens" ha tenido comentarios positivos por parte de los críticos musicales como una canción de melodía madura, se valora las vocalización de Lloyd, y se nota el cambio de dirección con los trabajos pasados de la cantante.

## Antecedentes y lanzamiento
Lloyd anunció el 8 de marzo de 2014 que "Sirens" sería el segundo sencillo para su nuevo álbum "Sorry I'm Late". El sencillo tuvo su premier mediante una radio estadounidense Sirius XM Radio el 14 de marzo de 2014, y la canción siendo estrenada el 17 de marzo como parte del paquete de pre-orden de su nuevo álbum. Luego reveló que el vídeo sería lanzado en un futuro cercano. Cher describió la pista como "emocional y sin miedos", y lo etiquetó como una de las mejores canciones que ella ha producido. Se cree que el sencillo será una estrategia para volver a quebrar dentro del mercado británico luego de casi tres años de quiebra.

## Recepción crítica
Inmediatamente luego de su lanzamiento, "Sirens" recibió una gran ovación por parte de los críticos profesionales, con mucha valoración de las habilidades de canto de Lloyd, notando el cambio de dirección de su carrera con el sonido maduro de la pista en comparación con sus trabajos ya hechos. 4 Music etiquetó el sencillo como "una absoluta explosión", y luego se atrevió a decir "La ex-concursante de Factor X ya había comenzado a romper en el mercado estadounidense con su previo álbum y con su anterior oferta;- una pegajosa balada con corazón y alma;- no reventar en lágrimas parece inevitable. Es un nuevo turno para la cantante, menos bubble gum y más pop maduro. Swagger Jagger es una memoria distante, ¡Cher ha vuelto a la ciudad y está lista para dejar su marca!". El sitio en línea ANDPOP dijo que la canción "te moverá" y que "te dará directo al corazón". EntertainmentWise alabó a Lloyd por sus "impresionante técnica de canto", dejando claro de que la canción es una oportunidad para "presenciar su lado más puro". Sugarscape premió la canción como 10/10 llamándola "ridículamente asombrosa" y "bastante increíble de hecho".
Idolator también idolatro la pista, diciendo "La producción no es muy distinta a la de toda la industria musical pop, con unos pocos extractos electrónicos cesando por ahí, pero todo se evapora desde la primera parte de el triunfante coro, antes de que todo vuelva a concentrarse en las notas, que son aún más altas. El Swagger Jagger está definitivamente de vuelta" y luego declaró que la canción "valió la espera". ;uuMuse también alabó la canción detalladamente, diciendo "Caminando hacia los altavoces en un pequeño sonido de guitarra, Lloyd deja el swag atrás y nos complace, en cambio, con una balada muy madura de mega proporciones: Que tiene un coro, simplemente como, whooooooosh!" y luego llamó el sencillo como "masivo y glorioso". Terminando la reseña diciendo "Estarás repitiendo esta canción, eso es seguro". PopJustice también nombró la canción "Muy buena de hecho. Como, oro decente".

## Vídeo musical
El vídeo musical para "Sirens" se estrenó en el canal de Vevo de Lloyd el 29 de abril de 2014. En el vídeo, Cher actúa como la esposa de un hombre involucrado en las drogas, mostrando el efecto que las drogas pueden tener en una familia. Mientras el personaje de Lloyd se muestra preocupado por la hija de la pareja, la policía registra la casa, arrestando a su marido. Mientras tanto, Lloyd lleva la evidencia por medio de la casa y la quema en un barril en el jardín, prontamente vuelve a la casa donde se acaricia con su hija mientras están recaídas en el piso. En la cinta de "Detrás de Escenas", Lloyd revela que la historia se inspira en un evento similar que ocurrió con ella en su niñez, y que la joven hija en el vídeo representa a la misma cantante cuando era joven.
En una entrevista luego de la premier, Lloyd revela que la historia detrás del vídeo cuenta un evento de su niñez en el que su padre estaba involucrado. Este fue arrestado por problemas con tráfico de drogas cuando ella tenía cinco años.

### Recepción crítica
Como la canción por sí misma, el contenido audiovisual para "Sirens" recibió reseñar muy elevadas por parte de los críticos, con mucha admiración por la historia, la actuación emocional de Lloyd, y la madurez en comparación con sus vídeos anteriores. MTV dijo que el vídeo les recordaba sobre la serie de televisión Breaking Bad, según el canal televisivo, porque "causa un profundo dolor al verlo" aludiendo el vídeo como "sorprendente". Mientras se discutía por el vídeo, Idolator llamó a Lloyd una "cantante en una fase de madurez", luego diciendo "El sencillo de Sorry I'm Late indica que Lloyd está tomando una dirección mucho más madura con su sonido - especialmente con sus triunfantes coros. Pero el vídeo lleva al receptor a un nivel mucho más emocional". Daily Mail dijo "Cher Lloyd deja a la diva del pop atrás de una vez por todas mientras rompe en lágrimas en un emocional vídeo para nueva pista "Sirens". Luego llaman al vídeo "estupendo y emotivo" y declaran que "demuestra una vista y sonido mucho más maduro". Yahoo! etiquetó el vídeo "una vuelta por una montaña rusa emocional" y luego declarando que el vídeo da una oportunidad a Lloyd para "mostrar su lado suave". Sugarscape valoró de manera positiva el vídeo, llamándolo "asombroso" y sugiriendo que "el Reino Unido estará un poco como 'espera, ¿qué?' cuando ella vuelva".

## Lista de canciones
- Descarga Digital

1. "Sirens"– 3:55

## Historial de lanzamientos
| País           | Fecha               | Formato                 |
| -------------- | ------------------- | ----------------------- |
| Estados Unidos | 17 de marzo de 2014 | Descarga digital        |
| Estados Unidos | 8 de abril de 2014  | Top 40/Mainstream radio |
| Reino Unido    | 20 de julio de 2014 | Descarga digital        |